# Ismo Falck
Ismo Kalevi Falck (* 22. August 1966 in Paltamo) ist ein finnischer Bogenschütze.
Falck trat bei zwei Olympischen Spielen an. 1988 in Seoul wurde er im Einzel 27., 1992 in Barcelona nur 57. Mit der Mannschaft war er erfolgreicher: nachdem die Finnen 1988 noch Vierte wurden, errangen sie in Barcelona die Silbermedaille. Falcks Heimatverein ist Suomussalmen Vastus.
Bei den Weltmeisterschaften 1991 im heimischen Oulu blieb Falck erfolglos.;mit der Mannschaft wurde er 1994 Europameister.